# Sergej Aleksandrovič Solov'ëv (regista)
Sergej Aleksandrovič Solov'ëv (in russo Сергей Александрович Соловьёв?; Kem', 25 agosto 1944 – Mosca, 13 dicembre 2021) è stato un regista, sceneggiatore e produttore cinematografico russo.

## Biografia
Solov'ëv ha lavorato in Leningrado televisione dal 1960 al 1962, è laureato presso VGIK nel 1968. Il suo primo successo internazionale arrivò con il film Sto dnej posle detstva nel 1975. Solov'ëv ha anche insegnato al VGIK dal 1986 - i suoi allievi hanno avviato quello che è conosciuto come il kazako new wave. Membro delle giurie della 38ª Mostra internazionale d'arte cinematografica di Venezia nel 1981 e 44ª nel 1987, anche quello del Festival cinematografico internazionale di Mosca 2000.

## Filmografia
- La felicità coniugale (Семейное счастье, 1969).
- Egor Bulyčov e altri (Егор Булычов и другие, 1971)
- Il capostazione (Станционный смотритель, 1972)
- Sto dnej posle detstva (1975)
- Musica della notte bianca (Мелодии белой ночи, 1976)
- Spasatel' (Спасатель, 1980)
- Naslednica po prjamoj (Наследница по прямой, 1982)
- Privilegiati (Избранные, 1982)
- Il colombo selvatico (Чужая белая и рябой, 1986)
- Assa (Асса, 1987)
- Čёrnaja roza - ėmblema pečali, krasnaja roza - ėmblema ljubvi (Чёрная роза — эмблема печали, красная роза — эмблема любви, 1989)
- Una casa sotto il cielo stellato (Дом под звёздным небом, 1991)
- Tre sorelle (Три сестры, 1994)
- Ivan Turgenev. La metafisica dell’amore (non è completato) (Иван Тургенев. Метафизика любви, 1994-2002)
- Nežnyj vozrast (Нежный возраст, 2000)
- Sull'amore (О любви, 2003)
- 2-Assa-2 (2-Асса-2, 2007)
- Anna Karenina (Анна Каренина, 2009)
- Compagni di classe (Одноклассники, 2010)
- Sca-rpette di gomma (Ке-ды, 2016)

## Riconoscimenti
- 1975
  - Festival internazionale del cinema di Berlino
Orso d'argento per il miglior regista per Sto dnej posle detstva
Candidatura all'Orso d'oro per Sto dnej posle detstva

- 1980
  - Mostra internazionale d'arte cinematografica di Venezia
Menzione speciale della giuria per Spasatel

- 1986
  - Mostra internazionale d'arte cinematografica di Venezia
Gran premio della giuria per Il colombo selvatico
Candidatura al Leone d'oro per Il colombo selvatico

- 1989
  - Festival internazionale del cinema di Porto
Candidatura per il miglior film per Assa

- 2001
  - Cairo International Film Festival
Candidatura alla Piramide d'oro per Nežnyj vozrast

- Premio Nika
Candidatura per il miglior film per Nežnyj vozrast
Candidatura per il miglior regista per Nežnyj vozrast
- Russian Guild of Film Critics
Candidatura per il miglior film per Nežnyj vozrast
Candidatura per il miglior regista per Nežnyj vozrast
Candidatura per la migliore sceneggiatura per Nežnyj vozrast (condiviso con Dmitrij Solov'ëv)
- Kinotavr
Miglior lungometraggio per Nežnyj vozrast
Premio della critica per Nežnyj vozrast

- 2004
  - Kinotavr
Candidatura per il miglior lungometraggio per O ljubvi

- 2010
  - Premio Aquila d'oro
Candidatura per il miglior lungometraggio per Anna Karenina
  - Sofia International Film Festival
Premio del pubblico per Anna Karenina